# 支配戦略
支配戦略 (しはいせんりゃく、英: dominant strategy)とは、戦略型ゲームにおけるあるプレイヤーの戦略で、他のプレイヤーの戦略の選択によらず他の全ての戦略“よりも” (あるいは“以上に”) 高い利得を得られる戦略のことである。また、支配関係 (英: dominance relation)とは、戦略型ゲームにおけるあるプレイヤーの2戦略間の関係で、他のプレイヤーの戦略の選択によらず一方が他方“よりも” (あるいは“以上に”) 高い利得をもたらすというものである。

## 定義
以下、プレイヤーの集合を I 、混合戦略空間を Θ = ∏i∈I Δi 、混合戦略利得関数を ui : Θ → ℝ  (i ∈ I) とする。また、戦略 xi ∈ Δi と戦略プロファイル z ∈ Θ のもとで、戦略プロファイル (xi, z−i) ∈ Θ は、プレイヤー i が戦略 xi を選択し、それ以外のプレイヤーが z にしたがって戦略を選択する戦略プロファイルを表す。
支配関係
戦略 xi, yi ∈ Δi が任意の戦略プロファイル z ∈ Θ に対して ui (xi, z−i) ≥ ui (yi, z−i) を満たし、少なくとも一つの z に対しては等号が成り立たないとき、「xi は yi を弱支配する」(xi weakly dominates yi)、または「yi は xi に弱支配される」(yi is weakly dominated by xi) という。
戦略 xi, yi ∈ Δi が任意の戦略プロファイル z ∈ Θ に対して ui (xi, z−i) > ui (yi, z−i) を満たすとき、「xi は yi を強支配する」(xi strictly dominates yi)、または「yi は xi に強支配される」(yi is strictly dominated by xi) という。
支配戦略
戦略 xi ∈ Δi が任意の戦略 yi ∈ Δi∖{xi}  を弱支配するとき、xi を弱支配戦略 (weakly dominant strategy)という。
戦略 xi ∈ Δi が任意の戦略 yi ∈ Δi∖{xi}  を強支配するとき、xi を強支配戦略 (strictly dominant strategy)という。
支配される戦略
戦略 xi ∈ Δi がある戦略 yi ∈ Δi に弱支配されるとき、xi を弱支配される戦略 (weakly dominated strategy) という。
戦略 xi ∈ Δi がある戦略 yi ∈ Δi に強支配されるとき、xi を強支配される戦略 (strictly dominated strategy) という。

## 合理性と支配戦略均衡
あるプレイヤーが合理的 (rational) であるとは、そのプレイヤーが強支配される戦略を決して選択しないことである。また、どのプレイヤーも強支配戦略を持つならば、その組による戦略プロファイルを支配戦略均衡 (dominant strategy equilibrium)という。支配戦略均衡の存在するゲームでは、全てのプレイヤーが合理的であるならば支配戦略均衡が実現する。しかし、支配戦略均衡は必ずしもパレート効率的であるとは限らない。囚人のジレンマはパレート効率的でない支配戦略均衡をもつゲームの典型例である。

## 最適反応およびナッシュ均衡との関連
ある戦略プロファイルに対して最適反応となる戦略は強支配されず、したがって、ナッシュ均衡をなす戦略はいずれも強支配されない。特に、完全混合戦略のみからなる戦略プロファイルに対して最適反応となる戦略は弱支配されず、また、弱支配されない戦略のみからなるナッシュ均衡 (支配されない (undominated) ナッシュ均衡) はいかなる戦略型ゲームにも必ず存在することが知られている。

## 強支配される戦略の繰り返し消去
強支配される戦略の繰り返し消去 (Iterated elimination of strictly dominated strategies (IESDS))とは、基本的なゲームの解法のひとつである。
戦略型ゲーム G が与えられたときに、次のように G t = (I, S t = ∏i∈I Sit, π t )  (t ∈ ℕ) を定める。
1. G 0 = G とする。
2. 次に、t ≥ 0 について、以下のように G t から G t +1 を定める (帰納的定義)。
  1. Sit +1 ⊂ Sit を、プレイヤー i ∈ I の純粋戦略のうち、Gt において強支配されない戦略の集合とする[注 5]。これにより純粋戦略空間 S t +1 = ∏i∈I Sit +1 ⊂ S t が定まる。
  2. (結合)純粋戦略利得関数をπ t +1 = π t |S t +1 とする。

与えられたゲーム G が有限ゲームの場合は、ある T ∈ ℕ が存在して、任意の t ∈ {n ∈ ℕ | t ≥ T} に対して G t = G t +1 となる。このとき、G T の各純粋戦略は反復的に強支配されない (not iteratively strictly dominated)という。特に、各プレイヤーの純粋戦略がそれぞれ一つずつしか残らない場合、G は強支配により可解 (strictly dominance solvable)であるという。この解の実現には、全プレイヤーが合理的であることに加えて、「全プレイヤーが合理的である」という共有知識が必要である。上記の説明では全プレイヤーについて強支配される戦略の消去を同時に行うが、最終的な G T は、各プレイヤーを順に周回して戦略を消去する、戦略を一つずつ消去する、といった戦略の消去順によらず一意である。
以上と同様の繰り返し消去を弱支配される戦略について行うことも可能だが、一部のナッシュ均衡が消去される可能性があり、また、最終的な G T は戦略の消去順によって異なることがある。
| BA | b1   | b2   | b3   |
| -- | ---- | ---- | ---- |
| a1 | 0, 3 | 1, 1 | 2, 0 |
| a2 | 1, 0 | 3, 2 | 0, 5 |

IESDSでは純粋戦略のみについて消去をするが、これはに述べたように、強支配される純粋戦略の消去が同時に強支配される混合戦略の消去になっていることによる。他方、ある純粋戦略が他のいかなる純粋戦略にも強支配されないことは、その純粋戦略が強支配されないことを含意しない。例えば、右の双行列ゲームにおいてプレイヤーBの純粋戦略の間に支配関係は無いが、b1とb3をそれぞれ0.5すつの確率で選択する混合戦略はb2を強支配する。